# 利斯基 (普里盧基區)
50°35′49″N 32°42′18″E / 50.59694°N 32.70500°E
利斯基（烏克蘭語：Лиски），是烏克蘭的村落，位於該國北部切爾尼戈夫州，由普里盧基區負責管轄，始建於1600年，面積1.11平方公里，海拔高度138米，2001年人口215，人口密度每平方公里193.5人。